# Сагайдачний Валерій Михайлович
Вале́рій Миха́йлович Сагайда́чний (25 травня 1939, Харків — 6 серпня 2009, Афіни) — український піаніст та педагог, професор, заслужений артист України.

## З його життєвого шляху
Його батько за національністю грек на прізвище Каракурчі. Закінчив спеціалізовану музичну школу ім. Лисенка, 1963 року — Київську консерваторію — клас Володимира Нільсена.
З 1963 по 1993 рік відпрацював викладачем у Київській консерваторії — з перервами — два роки працював в Донецьку, 3 роки викладав в Дамаску. Викладав на кафедрі спеціального фортепіано № 1.
Майстерно виконував та інтерпретував твори Шопена.

## Учні та гастролі
Серед його учнів — Вадим Гладков, Северина Жук-Жукова, Марина Ломазова, Світлана Смиковська, Мілана Чернявська, Наталія Чеснокова, Інна Набитович, Хосе Ернандес.
Гастролював в Греції, Іспанії, Канаді, Німеччині, Польщі, США, Україні.
1993 року переїхав до Греції, на історичну батьківщину його батька, там продовжував викладати та займатися виконавською кар'єрою. Професор Афінської консерваторії.
1999 року входив до складу журі Першого міжнародного конкурсу молодих піаністів на батьківщині Сергія Прокоф'єва.
Його ім'я занесене в «2000 видатних музикантів 20 сторіччя».